# توميسلاف كاراماركو
توميسلاف كاراماركو (بالكرواتية: Tomislav Karamarko) (25 مايو 1959 -) سياسي كرواتي شغل منصب النائب الأول لرئيس وزراء كرواتيا من يناير إلى يونيو 2016، وشغل منصب وزير الداخلية في حكومة يادرانكا كوسور من 2008 إلى 2011.